# Vladimir Smirnov (wielrenner)
Vladimir Smirnov (Klaipėda, 13 april 1978) is een Litouws voormalig wielrenner.

## Belangrijkste overwinningen
1998
- 1e etappe Ronde van Rhodos

2000
- Litouws kampioen op de weg, Elite

2001
- GP Nobili Rubinetterie

2002
- Jongerenklassement Ronde van Qatar

## Resultaten in voornaamste wedstrijden
| Jaar | Ronde van Italië | Ronde van Frankrijk | Ronde van Spanje |
| ---- | ---------------- | ------------------- | ---------------- |
| 1999 |                  |                     |                  |
| 2002 | opgave           |                     |                  |

| Jaar | Gent-Wevelgem |
| ---- | ------------- |
| 1999 | 57e           |
| 2002 |               |